# Fredrik Borgen

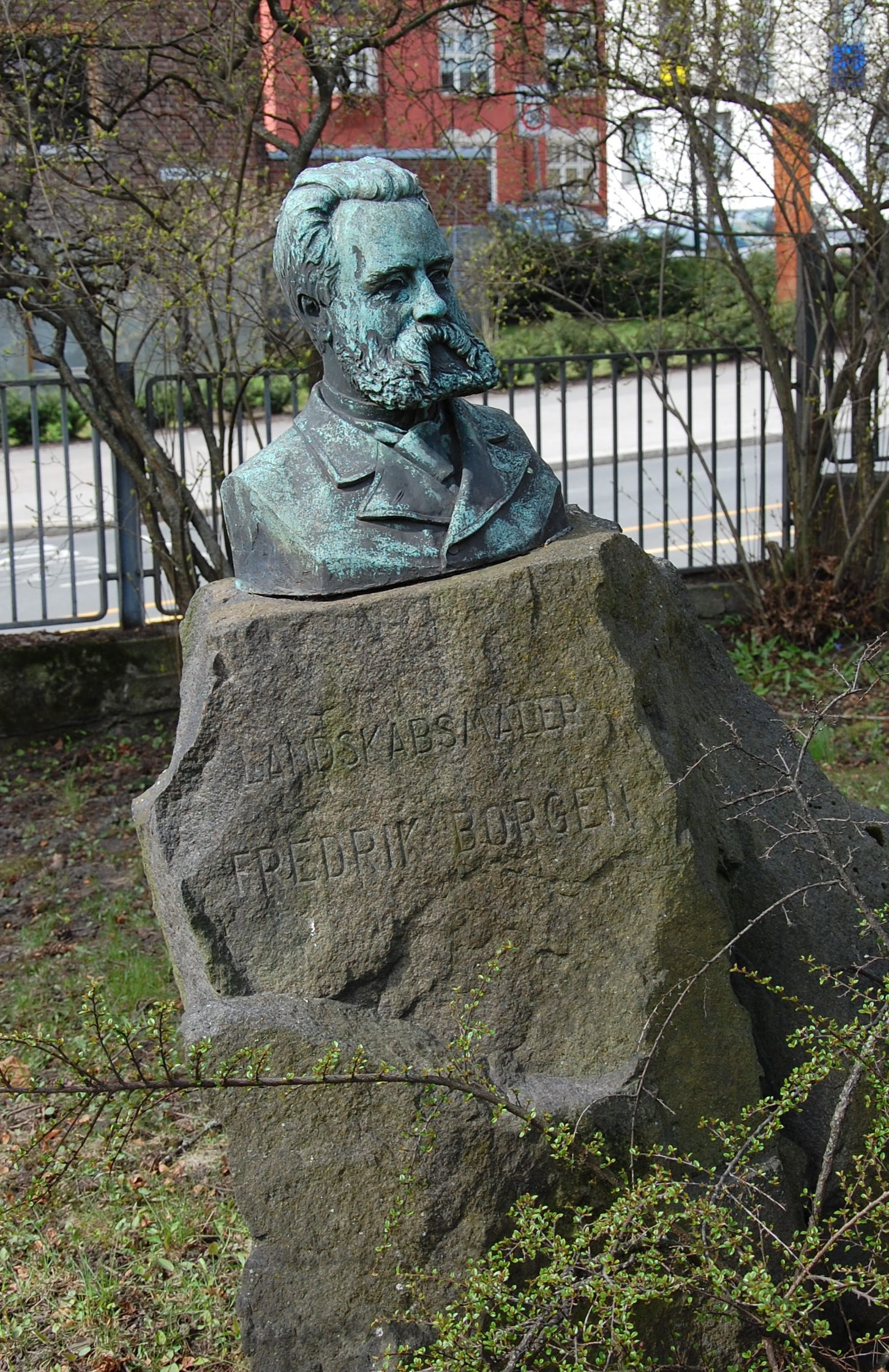
Grabmal mit Büste Fredrik Borgen des Bildhauers Jo Visdal (1861–1923) in Oslo

Hans Fredrik Hendriksen Borgen (* 24. November 1852 in Ullensaker, Romerike, Norwegen; † 6. Februar 1907 in Kristiania) war ein norwegischer Landschaftsmaler.

## Leben

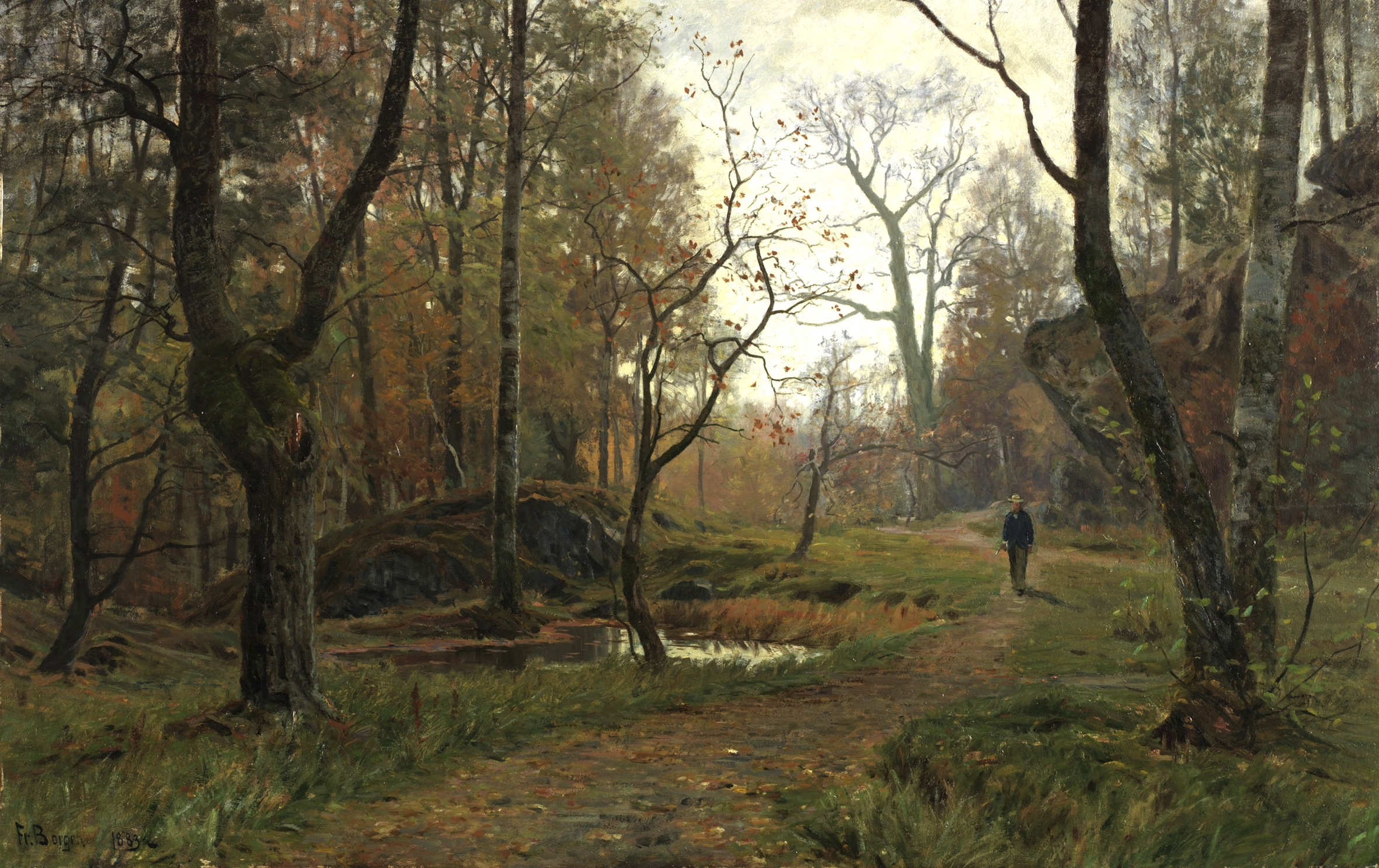
Morgenstimmung (1883), Königliche Kunstsammlung Oslo

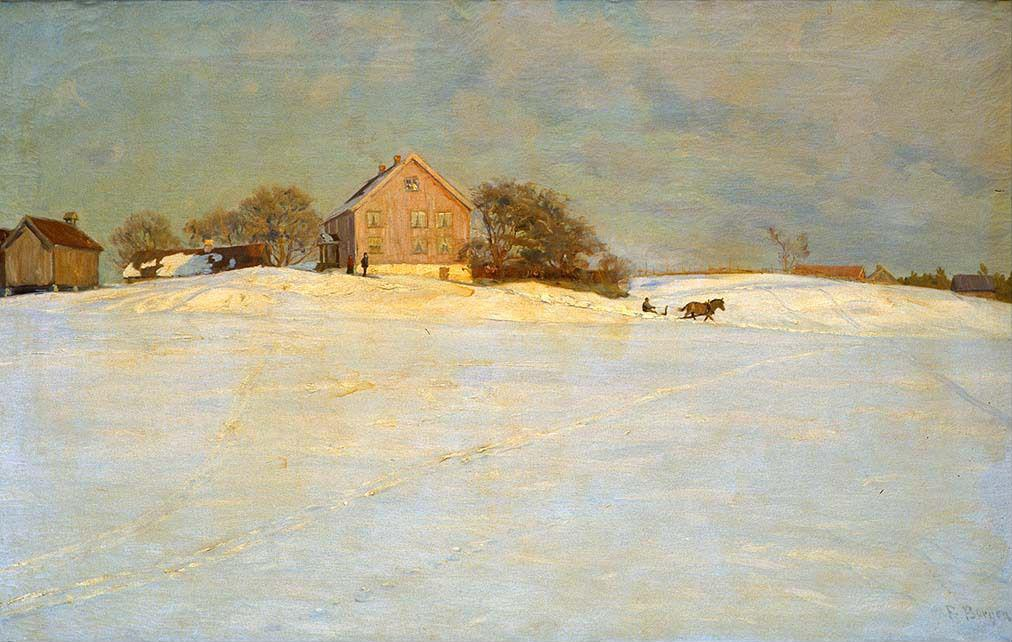
Winterabend (1893/1894), Nationalmuseum Oslo

Hans Fredrik Hendriksen Borgen war Sohn des Landwirts Henrik Jensen Borgen und dessen Ehefrau Kari Torstensdatter. Er besuchte ab 1870 die Malschule von Johan Fredrik Eckersberg in Kristiania, die nach dessen Tod von Knud Bergslien und Morten Müller, welcher ihn ab 1871 unterwies, fortgeführt und geleitet wurde. Auch Peder Cappelen Thurmann wurde sein Lehrer. Anfänglich ein großer Bewunderer der Malerei von Hans Fredrik Gude und Amaldus Nielsen, später von Charlotte von Krogh, Edvard Diriks (1855–1930) und Gerhard Munthe beeinflusst, schloss sich seine Landschaftsmalerei, die er ab 1873 ausstellte, naturalistischen und impressionistischen Strömungen an.
1877 wurde ihm ein staatliches Stipendium gewährt. 1878/1779 weilte er zu einem Studienaufenthalt in Paris. Ab 1880 betätigte er sich als Freilichtmaler. Ab 1882 war er auf jährlichen Herbstausstellungen in Kristiania vertreten. An Pariser Weltausstellungen nahm er 1889 und 1900 teil, auf Ersterer erhielt er eine Bronzemedaille, auf Letzterer eine Silbermedaille. 1889 gehörte er zu den Malern, die Edvard Munch für ein Staatsstipendium empfahlen.
Der Kunsthistoriker Carl Wille Schnitler schrieb über ihn: Fredrik Borgen „malte ausschließlich Landschaften, und zwar, nachdem er anfangs breit behandelte Herbstmotive aus dem bebauten Flachlande Ost-Norwegens bevorzugte, späterhin hauptsächlich Hochgebirgsszenerien mit weitem Fernblick; jedenfalls hat er so manchen wertvollen Beitrag zur Charakteristik der norw.[egischen] Landschaftsnatur geliefert.“